# Eric Pehap
Eric Konstantin Pehap, född 10 april 1912 i Viljandi, Guvernementet Livland,  Kejsardömet Ryssland (nuvarande Estland), död 22 november 1981 i Toronto Kanada, var en estländsk konstnär.
Pehap studerade keramik och grafik vid en konstslöjdskola i Tallinn 1931-1933 därefter studerade han under några år vid konstskolan Pallas i Tartu fram till 1939. därefter företog han några studieresor i Mellaneuropa. Han arbetade därefter som teckningslärare och medverkade i några konstutställningar i Estland. Han flydde på grund av andra världskriget till Finland 1943 och vidare till Sverige 1944. I Sverige arbetade han som illustratör och formgivare. Tillsammans med Elsa Grave ställde han ut på Strömgalleriet i Stockholm och han medverkade i utställningen Estnisk konst på Värmlands museum 1945 samt Estnisk och lettisk konst på Liljevalchs konsthall 1946. Han flyttade vidare till Kanada 1949. Hans konst i Sverige består av figurmotiv och Landskapsmåleri utfört i akvarell eller grafik.